# North Lombard pályaudvar
A North Lombard pályaudvar átszállópont az Oregon állambeli Portlandben, ahol a TriMet autóbuszai, valamint a Metropolitan Area Express sárga vonala között lehet átszállni.
A villamosmegálló szélső peronjai az Interstate Avenue és az északi Lombard utca találkozásánál, a kereszteződés két oldalán helyezkednek el. A megálló mozaiklapjai, valamint a buszpályaudvar esőbeállói a közlekedést és a kivitelező munkásokat elevenítik fel.

## Autóbuszok
- 4 – Division/Fessenden (Roosevelt HS◄►Gresham Transit Center)[1]
- 75 – Cesar Chavez/Lombard (Pier Park◄►Milwaukie City Center)[2]

| Előző állomás                   |  | Metropolitan Area Express |  | Következő állomás                          |
| ------------------------------- |  | ------------------------- |  | ------------------------------------------ |
| Rosa Parkstovább PSU South felé |  | Sárga vonal               |  | Kenton/N Denver Avetovább Expo Center felé |

## Fordítás
- Ez a szócikk részben vagy egészben  a   North Lombard Transit Center című angol Wikipédia-szócikk ezen változatának fordításán alapul.  Az eredeti cikk szerkesztőit annak laptörténete sorolja fel. Ez a jelzés csupán a megfogalmazás eredetét és a szerzői jogokat jelzi, nem szolgál a cikkben szereplő információk forrásmegjelöléseként.